# Ragnaris
Ragnaris (em grego: Ῥάγναρις, Ῥαγναρίς, Ῥαγναρῆς; 555) foi um oficial de origem huna que lutou para os ostrogodos nos estágios finais da Guerra Gótica contra o Império Bizantino. Procópio de Cesareia chama-o de godo, mas Agátias registra que ele foi da tribo huna dos vitores ou vitgores (possivelmente os bitúgures mencionados em Jordanes.

## História
Ragnaris é mencionado pela primeira vez como comandante da guarnição ostrogótica de Taranto em 552. Segundo Procópio, ele começou negociações com o general oriental Pacúrio para render a cidade e entrar no serviço imperial com seus homens, mas quando soube da ascensão de Teia (r. 552–553) ao trono ostrogótico ele mudou sua posição. Tomou 50 soldados bizantinos como reféns para assegurar a libertação de seus homens por Pacúrio, mas o último marchou contra ele e ele executou-os. Ragnaris não esperou Pacúrio atrás das muralhas, preferindo encontrá-lo em batalha aberta, na qual foi derrotado. Os tarentinos se recusaram a permitir que entrasse na cidade, forçando-o a fugir para a vizinha Acerúncia.
Reaparece no final de 554 como líder de 7 000 soldados, possíveis sobreviventes da Batalha do Monte Lactário, o último conflito de Teia. Decidido a resistir, liderou suas tropas à fortaleza de Compsa. O general imperial Narses liderou um cerco a eles no inverno, mas os godos facilmente foram capazes de resistir, pois asseguraram grandes provisões. Na primavera, Narses e Ragnaris se reuniram para discutir termos aceitáveis, mas não chegaram a um acordo. Conforme se separavam, Ragnaris tentou atingir Narses com uma flecha, após o que foi severamente ferido pelos guardas de Narses. Seus apoiantes conseguiram carregá-lo para a fortaleza, mas ele morreu dois dias depois, e a última fortaleza gótica se rendeu.